# Cerithium columna
Cerithium columna is een slakkensoort uit de familie van de Cerithiidae. De wetenschappelijke naam van de soort werd in 1834 voor het eerst geldig gepubliceerd door George Brettingham Sowerby I.